# Перовский ручей (приток Нищенки)
Перо́вский ручей (Хлудовский ручей, Владимирский ручей) — малая река Мещёрской озерно-ледниковой низменной равнины. Заключена в коллекторы. Ручей протекает в пределах г. Москва (район «Перово»). Является левым притоком р. Нищенка.

## Географическое положение
Перовский ручей протекает по западной части Мещёрской низменности (территория Подмосковной Мещёры), в пределах района «Перово». Точное место истока не установлено, ручей впадает в Нищенку под районом «Соколиная Гора» г. Москва. Топографическая карта 1838 г. указывает на исток — заболоченный участок поля между Владимирским трактом и дер. Пекуново (рус. дореф. Пекунова). На Перовском ручье расположен Владимирский пруд, а также утраченный безымянный пруд на Соколиной горе, просуществовавший до 1950-х — 1960-х гг. В настоящее время территорию занимают КЦ «Будёновский», концерн «Моринформсистема-Агат», Московский завод «Электропривод» и др.
Длина Перовского ручья — 1,5 км, с учётом непостоянных притоков в верхнем течении ручья — 3,8 км.

## История
До XIX в. берега Перовского ручья не были заселены. Только в XIX в. между Владимирским трактом и ручьём возникает дача Шмакина. В начале XIX в. при даче была сооружена плотина на Перовском ручье вдоль тракта, позже была возведена вторая плотина (начало современной Электородной ул. у станции «Шоссе Энтузиастов» Калининской линии Московского метрополитена им. В. И. Ленина). На берегу старой плотины был разбит огород.

### Этимология
Первое название — Перовский — связано с географическим расположением ручья (близ села Перово, позже — г. Перово). Ручей получил название Хлудовский в XX веке Ю. Насимовичем по Хлудовскому пруду, который имеет второе (нынешнее) название — Владимирский. По нынешнему названию пруда дано ещё одно именование ручья.